# 오디세이 스튜디오
오디세이 스튜디오(영어: Odyssey Studios)는 런던의 마블 아치 근처에 위치해 있던 녹음실로 1979년에 세워졌다. 1989년에 문을 닫았다.

## 오디세이에서 녹음한 음반
1980년대 동안 클리프 리처드, 폴 매카트니, 케이트 부시, 조지 마이클, 스팬도 발레, 로저 돌트리 등 많은 음악가들이 오디세이 스튜디오에서 음반을 녹음하였다. 아래는 오디세이 스튜디오에서 음반 전체 혹은 일부를 녹음한 음반 목록이다.
- 마빈 게이 - 《In Our Lifetime》
- 로저 돌트리 - 《Under a Raging Moon》
- 로저 워터스 - 《Radio K.A.O.S.》
- 패션 - 《Twilight Of Idols》
- 더 후 - 《Face Dances》
- 앨리슨 모예 - 《Alf》
- 필 라이넛 - 《The Philip Lynott Album》

## 장비
오디세이 스튜디오의 제1 녹음실은 50명의 음악가를 수용할 수 있는 1,400 평방 피트로 이루어져 있어 관현악 녹음이 용이하고 비디오 촬영과 같은 다른 활동에 사용할 수 있었다. 스튜디오 1과 2는 MCI 콘솔 및 테이프 기계가 설치되어 있었다. 피터 존스는 MCI의 본사가 위치한 포포트 로더레일에 가서 모든 장비를 의뢰하였다. 당시 콘솔은 MCI가 제작한 콘솔 중 가장 컸으며, 섀시의 추가 길이를 위해 공장 벽에 구멍을 뚫어야 했다. 스튜디오는 키스 슬라우터가 디자인하였으며, 완전한 방음을 보장하기 위해 플로팅 원리에 따라 건설되었다. 제2 녹음실은 8명 정도를 수용할 수 있는 믹싱 방이었으며, MCI 6000 48 채널 데스크를 갖추어 최대 48곡까지 녹음하거나 믹싱을 할 수 있었다. 위 층에는 별도의 제어실, 라운지 공간이 있는 라디오 시설이 존재했다.
오디세이는 위성 연결 장치를 설치한 최초의 스튜디오 중 하나로, 사실상 작은 라디오 방송국 역할을 해 어떤 세션이든 전 세계에 생중계가 가능하였다.